# Roy och Silo

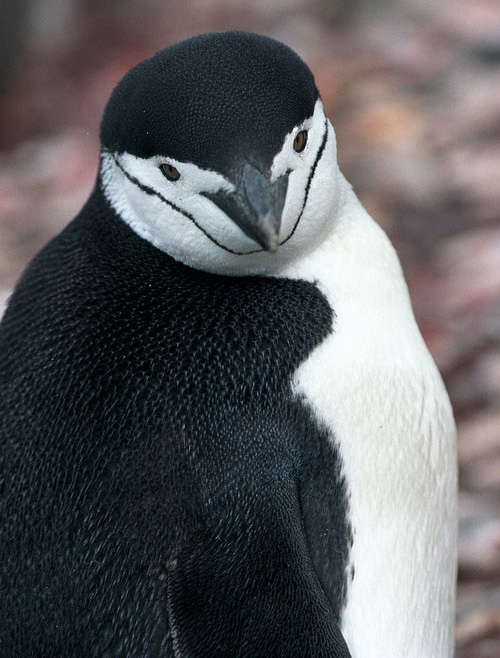
Så här ser en hakremspingvin ut.

Roy och Silo är två hakremspingviner, kända för att vara ett samkönat pingvinpar hos Central Park Zoo i New York. 1998 upptäckte personalen på djurparken att de två hanpingvinerna utförde parningsritualer gentemot varandra, inga sexuella akter bevittnades dock. 1999 sågs pingvinerna ruva på en sten som att det var ett ägg, vilket inspirerade djurskötarna att ge dem ett ägg från ett annat pingvinpar som tidigare visat sig vara inkapabla att ta hand om två ägg samtidigt. Detta resulterade i att de fick honan Tango som senare själv levde i ett samkönat par.
Roy och Silo gled ifrån varandra och år 2005 bildade Silo ett par med en honpingvin vid namn Scrappy som hade flyttats dit från SeaWorld Orlando några år tidigare. Historien om Roy och Silo porträtteras i den, i USA, mycket kontroversiella boken Välkommen Tango (And Tango Makes Three), som under fem år var en av de tio mest bannlysta böckerna på allmänna och skolbibliotek.
Roy och Silo är inte unika, utan andra samkönade pingvinpar på djurparker runt om i världen har också fått adoptera ägg; bland annat i Tyskland och Kina.